# Raining Men
Raining Men e песен на барбадоската певица Риана, с участието на Ники Минаж. Песента е третият сингъл от петия ѝ студиен албум – Loud.

## Изпълнения на живо
Риана изпълни песента на туренто ѝ Loud Tour.Ники Минаж изпълни своята част на турнето Pink Friday: Reloaded Tour.

## История на издаване
| Държава | Дата            | Формат          | Музикален издател  |
| ------- | --------------- | --------------- | ------------------ |
| САЩ     | 7 декември 2010 | Радио излъчване | Def Jam Recordings |
| САЩ     | 25 януари 2011  | Радио излъчване | Def Jam Recordings |

## Позиции в музикалните класации
| Държава                              | Позиция |
| ------------------------------------ | ------- |
| UK R&B Chart                         | 30      |
| US Hot R&B/Hip-Hop Songs (Billboard) | 69      |
| South Korea Gaon International Chart | 41      |